# Carrier current
Carrier current o Ràdio-FM sobre xarxa elèctrica, és un mètode de transmissió radiofònica que utilitza la xarxa elèctrica per tal de propagar un senyal de radiofreqüència del tipus de la ràdio FM (de vegades s'ha emprat AM) en una àrea relativament petita, com un edifici o un grup d'edificis. En molts països com ara els Estats Units, les estacions Ràdio-FM sobre la xarxa elèctrica no requereixen una llicència per poder transmetre.